# 新宿i-Land Tower

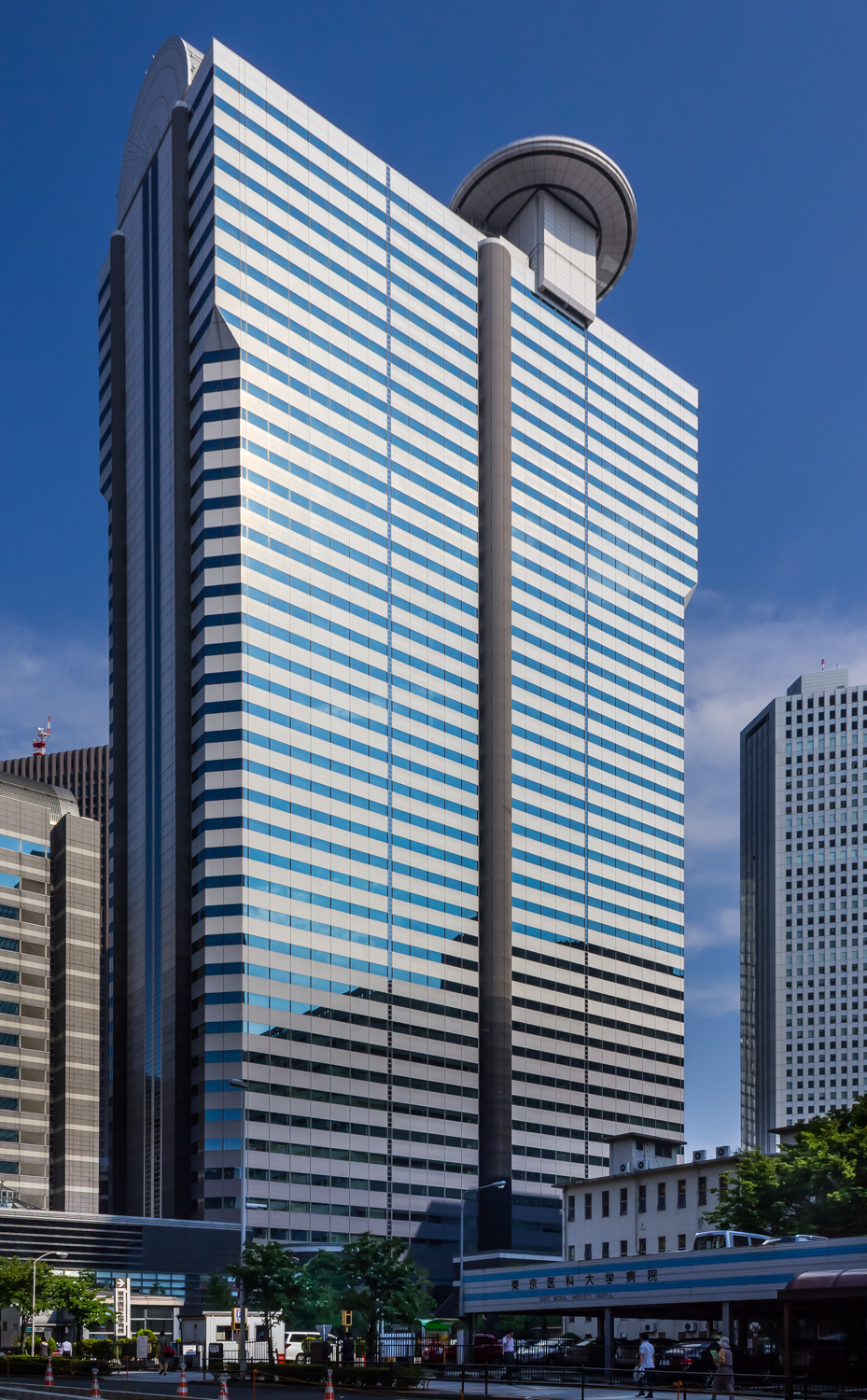
新宿i-Land Tower

新宿i-Land Tower（日语：新宿アイランドタワー）是位於日本東京都新宿區西新宿六丁目新宿新都心的一座摩天大樓。這座建築竣工於1995年，是住宅・都市整備公團（現都市再生機構）實施的西新宿六丁目東地區再開發事業的一部分。以新宿i-Land Tower為中心，形成了一個公寓大廈區域。這一區域被稱為「新宿i-Land （日语：新宿アイランド）」。大廈頂部的圓形部分是直升機停機坪。都市再生機構的部分部門在此辦公。

## 外部連結
- 新宿アイランド （页面存档备份，存于）

35°41′36″N 139°41′35″E / 35.69333°N 139.69319°E